# راهول راج
راهول راج (بالهندية: राहुल राज؛ بالإنجليزية: Rahul Raj) هو ملحن هندي، ولد في 17 مارس 1980 في كوتشي في الهند.

## وصلات خارجية
- الموقع الرسمي
- راهول راج على موقع IMDb (الإنجليزية)
- راهول راج على موقع ميوزك برينز (الإنجليزية)